# Sarah Vika
Rafael Garcia de Mello (Cuiabá, 18 de fevereiro de 1992), mais conhecido pelo seu nome artístico Sarah Vika, é um maquiador, influenciador digital e drag queen brasileiro, mais conhecido por participar da quarta e sexta temporada de Corrida das Blogueiras.

## Início da vida
Vika nasceu em Cuiabá, Mato Grosso, em 18 de fevereiro de 1992. Aos 4 anos de idade, mudou-se com a família para Porto Alegre, no Rio Grande do Sul, onde passou a maior parte da infância e juventude. Formou-se em Publicidade e Propaganda pela Universidade do Vale do Rio dos Sinos aos 24 anos. Em 2025, aos 33 anos, mudou-se para São Paulo. Seu nome artístico, "Sarah Vika," foi inspirado na apresentadora de televisão Sarah Oliveira e na cantora russo-romena Vika Jigulina.

## Carreira

### 2012–2018: Início eSuperbonita
Antes de iniciar sua carreira como drag queen, Vika trabalhava na produção de eventos, onde desenvolveu um forte interesse por maquiagem. Durante esse período, foi apresentada ao reality show RuPaul's Drag Race por seu então namorado, o que despertou sua curiosidade pelo universo drag.
Em 2012, Vika compartilhou seu interesse pelo reality show com um colega de trabalho, e juntos decidiram praticar maquiagem drag para se apresentarem como drag queens em uma festa de Halloween. Durante essa festa, Vika chamou a atenção de produtores que a convidaram para participar de um evento natalino chamado Push Pop Drag Christmas. A partir desse momento, Vika passou a se dedicar intensamente à maquiagem e ao desenvolvimento de sua persona drag, aprimorando suas habilidades artísticas.
Em fevereiro de 2018, Vika alcançou um marco em sua carreira ao ser convidada para se apresentar na Werq the World, uma turnê que reúne diversas estrelas de RuPaul's Drag Race. Durante a turnê, Vika compartilhou o palco com artistas renomadas como Shangela, Violet Chachki, Laganja Estranja e Kim Chi. Em setembro do mesmo ano, foi anunciada como participante da décima nona temporada do programa Superbonita, do GNT. Vika se destacou ao longo da competição e foi coroada campeã.

### 2022–presente:Queen Stars BrasileCorrida das Blogueiras
Em 2022, Vika foi confirmada como uma das participantes da primeira temporada do Queen Stars Brasil. No programa, os competidores foram avaliados em aspectos como maquiagem, performance, atuação e, principalmente, em apresentações de canto. Em maio do mesmo ano, Vika integrou o elenco da quarta temporada do Corrida das Blogueiras, da DiaTV. Em 2024, retornou ao programa para a sexta temporada, intitulada Corrida das Blogueiras: Uma Nova Chance, onde chegou até a semifinal. No Instagram, Vika acumula mais de 144 mil seguidores, enquanto no TikTok conta com mais de 26 mil seguidores e mais de 40 mil seguidores no YouTube.

## Vida pessoal
Durante um vídeo em seu canal do YouTube, Vika relata se identificar como uma pessoa homossexual.

## Filmografia

### Televisão
| Ano  | Título                 | Função       | Notas        | Ref.   |
| ---- | ---------------------- | ------------ | ------------ | ------ |
| 2018 | Superbonita            | Participante | Temporada 19 | [ 15 ] |
| 2022 | Queen Stars Brasil     | Participante | Temporada 1  | [ 16 ] |
| 2022 | Corrida das Blogueiras | Participante | Temporada 4  | [ 17 ] |
| 2024 | Corrida das Blogueiras | Participante | Temporada 6  | [ 18 ] |